# Cyrulik Warszawski (kabaret)

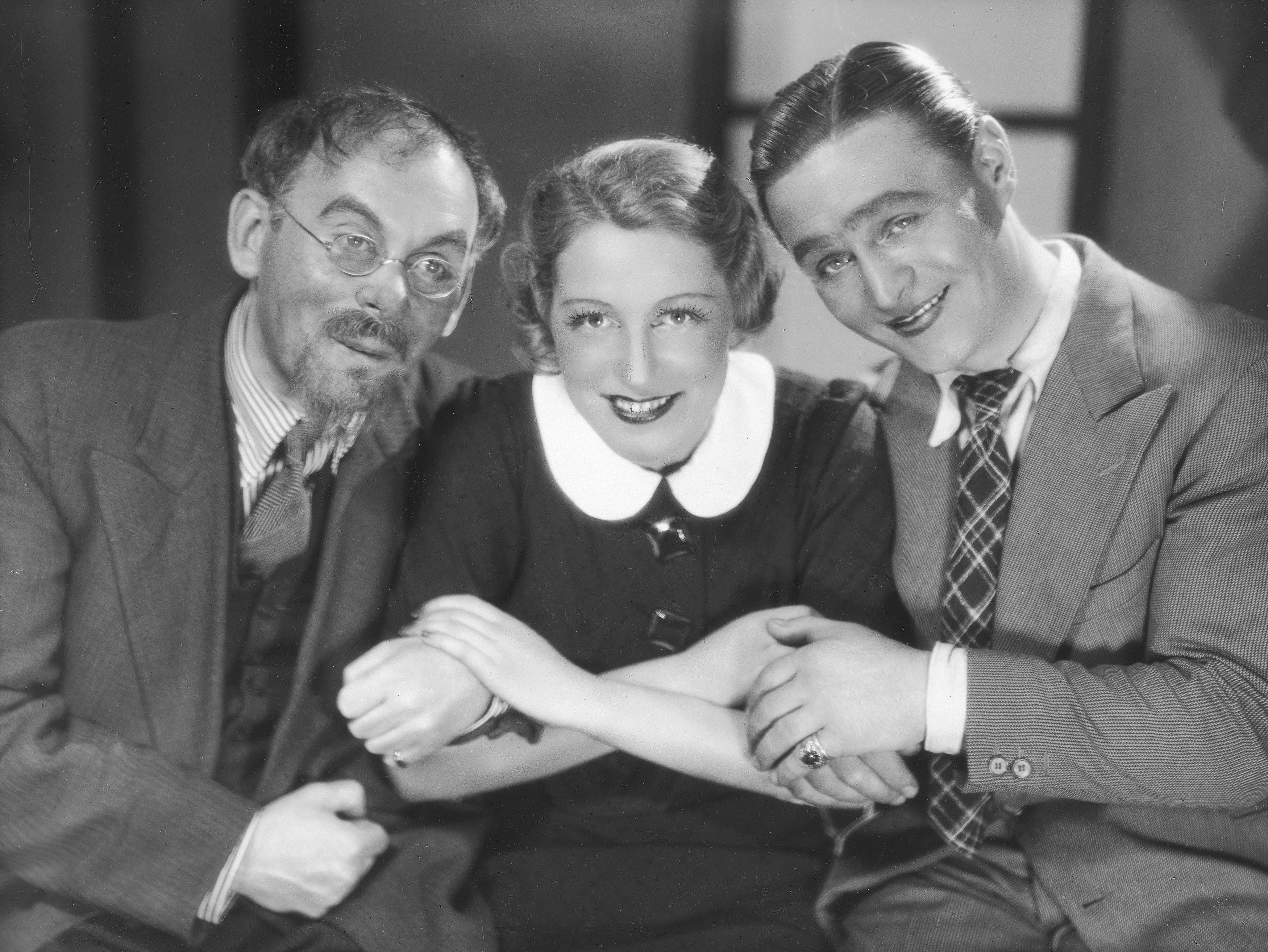
Scena z wodewilu satyrycznego „Kariera Alfa Omegi” wystawianego w Cyruliku Warszawskim, od lewej: Michał Znicz, Janina Brochwiczówna i Adolf Dymsza, październik 1936

Cyrulik Warszawski – kabaret działający w latach 1935−1939 przy ul. Kredytowej 14 w Warszawie. Jego dyrektorem był Fryderyk Jarosy.

## Historia
Teatrzyk literacki rozpoczął działalność w sierpniu 1935, zakończył w marcu 1939. Wystawił m.in. programy „Pod włos”, „Kariera Alfa Omegi” i „Kochajmy zwierzęta”.